# Longitarsus marguzoricus
Longitarsus marguzoricus es un coleóptero de la familia Chrysomelidae. Fue descrita científicamente en 2000 por Konstantinov in Konstantinov & Lopatin.